# Regina Wasilewska-Kita
Regina Wasilewska-Kita (Trakucicha; 27 de Fevereiro de 1951 — ) é um político da Polónia. Ela foi eleito para a Sejm em 25 de Setembro de 2005 com 6890 votos em 41 no distrito de Szczecin, candidato pelas listas do partido Samoobrona Rzeczpospolitej Polskiej.